# Tomaž Čižman
Tomaž Čižman (* 13. Januar 1965 in Ljubljana) ist ein ehemaliger jugoslawischer Skirennläufer. Als Mitglied der jugoslawischen Nationalmannschaft war er Ende der 1980er Jahre ein erfolgreicher Riesenslalomläufer im Skiweltcup.
Sein größter Erfolg war der Gewinn der Bronzemedaille bei den Skiweltmeisterschaften 1989 in Vail, als er im Super-G nur von den Schweizern Martin Hangl und Pirmin Zurbriggen geschlagen wurde. Im Jahr zuvor hatte er bei den Olympischen Winterspielen 1988 in Calgary bereits Platz 9 im Super-G belegt.
Seine beste Platzierung im Gesamtweltcup war ein 32. Platz in der Saison 1988/89. Im Weltcup war er aber im Riesenslalom zumeist besser unterwegs als im Super-G, denn von seinen 10 Top-Ten-Plätzen machte er neun im Riesenslalom.

## Erfolge

### Olympische Winterspiele
- Calgary 1988: 9. Super-G, DNF Riesenslalom

### Weltmeisterschaften
- Crans-Montana 1987: 14. Super-G
- Vail 1989: 3. Super-G

### Weltcup
- 10 Platzierungen unter den besten 10

### Juniorenweltmeisterschaften
- Auron 1982: 3. Kombination, 5. Riesenslalom, 5. Slalom, 34. Abfahrt
- Sestriere 1983: 3. Kombination, 5. Riesenslalom, 14. Slalom, 25. Abfahrt.